# Asplenium bradleyi
Asplenium bradleyi, conocido comúnmente como el helecho de Bradley o helecho de acantilado, es un raro helecho epipétrico del centro-este de América del Norte. Nombrado en honor al profesor Frank Howe Bradley, quien lo recolectó por primera vez en Tennessee, se encuentra de forma esporádica a lo largo de gran parte de los montes Apalaches, los Ozarks y las montañas Ouachita, creciendo en pequeñas grietas de acantilados expuestos de arenisca. La especie se originó como un híbrido entre el helecho montano (Asplenium montanum) y el helecho de ébano (Asplenium platyneuron); A. bradleyi surgió cuando ese híbrido diploide estéril experimentó una duplicación cromosómica que lo convirtió en un tetraploide fértil, un fenómeno conocido como alopoliploidía. Estudios indican que la población actual de este helecho proviene de varias duplicaciones independientes de híbridos diploides estériles. A. bradleyi también puede formar híbridos estériles con varios otros miembros del género Asplenium.
Aunque A. bradleyi es fácilmente desplazado por otras plantas en hábitats más fértiles, está bien adaptado al suelo ácido y delgado y al ambiente riguroso de sus acantilados nativos, donde encuentra pocos competidores. Su ubicación aislada en estos acantilados lo protege de la mayoría de las amenazas, pero actividades como la extracción de canteras y la minería, la escalada en roca y otras perturbaciones del ecosistema del acantilado pueden destruirlo.

## Descripción
Asplenium bradleyi es un helecho pequeño con frondas verde oscuro, pinadas-pinnatífidas a bipinnadas. Estas forman frondas perennes y de hoja perenne. Entre sus características destacadas están el tallo oscuro, cuyo color se extiende bien hacia el eje de la lámina foliar, un lóbulillo o pinnula acroscópica profundamente recortado en la base de cada pínnula, y bordes dentados en las pínnulas. Sin embargo, algunas de estas características son variables y pueden no observarse en todos los individuos de A. bradleyi. Algunos ejemplares tienen bordes redondeados en lugar de dentados, y otros carecen de la coloración oscura en la mayor parte del tallo. Las frondas son monomórficas, siendo las frondas estériles y fértiles del mismo tamaño y forma.
Sus rizomas (tallos subterráneos) son cortos y paralelos al suelo, o a veces se curvan hacia arriba, permitiendo que las frondas surjan en un racimo. El rizoma mide aproximadamente 1 milímetro (0.04 pulgadas) de diámetro, cubierto de escamas estrechamente triangulares de color marrón rojizo a marrón oscuro y fuertemente clatradas (con un patrón similar a una rejilla). Las escamas miden de 3 a 5 milímetros (0,1 a 0,2 plg) de largo y de 0.2 a 0.4 milímetros de ancho, con bordes sin dientes o ligeramente dentados. El pecíolo (el tallo de la hoja, debajo de la lámina) es erecto, mide de 1 a 10 centímetros (0.4 a 4 pulgadas) de largo, ocasionalmente hasta 13 centímetros (5,1 plg). No tiene alas, y es de color marrón rojizo a púrpura oscuro y brillante. Su longitud es de un tercio a tres cuartos de la longitud de la lámina. Pequeñas escamas marrones en la base del pecíolo se reducen a pelos hacia la punta de la hoja.
La forma general de la lámina varía de oblongo (estrechándose en los extremos pero con un ancho similar en el resto) a lanceolado (ligeramente más ancho a corta distancia de la base, afinándose en el ápice). Tiene la base truncada y se estrecha en la punta. La lámina mide de 2 a 17 centímetros (0,8 a 6,7 plg) de largo, rara vez hasta 20 centímetros (7,9 plg), y de 1 a 6 centímetros (0,4 a 2,4 plg) de ancho, pudiendo ser delgada o algo gruesa. La lámina está dividida en 5 a 15 pares de pinnas (posiblemente tan pocas como 3 o tantas como 20 en especímenes inusuales), que a su vez están profundamente lobuladas o subdivididas en pinnulas. Las pinnas inferiores tienen pecíolos, mientras que las superiores no. Son variables en forma, con tendencia a tener una base truncada o muy ampliamente curvada, y generalmente son más anchas en la base o cerca de ella. El lóbulo o pinnula acroscópico más cercano al raquis (situado en el lado apical de cada pinna) tiende a estar agrandado, y las pinnas están dentadas. Varían de 6 a 40 milímetros (0,2 a 1,6 plg) de largo y de 3 a 10 milímetros (0,1 a 0,4 plg) en el centro de la fronda.
Cada pinna en una fronda fértil tiene tres o más pares de soros. Estos miden de 1 a 2 milímetros (0.04 a 0.08 pulgadas) de largo y son de color marrón rojizo o marrón oscuro. Están ubicados entre el margen y la vena media de las pinnas. Los soros están cubiertos por indusios opacos con bordes sin dientes. Los indusios varían de blanco a marrón claro y tienen una textura membranosa. Cada esporangio contiene 64 esporas. La especie tiene un número cromosómico de 144 en el esporofito, lo que indica un origen alopoliploide. Esporula de junio a diciembre.
Variantes de A. bradleyi han sido reportadas. Especímenes encontrados en ambientes muy sombreados, que carecían de color en el raquis y eran simplemente pinnados, han sido confundidos con el helecho verde (A. viride). Sin embargo, incluso en tales condiciones, A. bradleyi presenta una textura foliar más coriácea que A. viride, y sus distribuciones no coinciden. En 1923, Edgar T. Wherry describió lo que creía ser una nueva especie de helecho, el helecho de Stotler (A. stotleri, en honor a T. C. Stotler, su descubridor). Wherry creía que era el híbrido entre el helecho lobulado (A. pinnatifidum) y A. platyneuron. Sin embargo, posteriormente se demostró que era simplemente una forma de A. bradleyi con dientes redondeados en lugar de agudos. Una forma enana de A. bradleyi, con frondas de aproximadamente 1 centímetro (0,4 plg) de largo, fue descubierta en Illinois por Wallace R. Weber y Robert H. Mohlenbrock. Esta forma carecía de color oscuro en el pecíolo y el raquis, excepto en la base; algunos especímenes ligeramente más grandes, con frondas de 2 centímetros (0,8 plg), conservaban la coloración normal en estas estructuras.

Entre las especies fértiles, A. bradleyi se asemeja más a su especie parental A. montanum. Existen varias características que las distinguen: los pínnulas de A. bradleyi son dentados y menos profundamente lobulados o cortados que en A. montanum (donde los pínnulas suelen estar completamente divididos en pinnulas), el color oscuro del pecíolo se extiende hacia el raquis, las pínnulas superiores carecen de tallos, y la forma general de la lámina foliar es paralelogramática en lugar de lanceolada. A. bradleyi también muestra cierta semejanza con el bazo negro (A. adiantum-nigrum), aunque sus distribuciones no coinciden. Este último puede identificarse por su lámina foliar distintivamente triangular, sus hojas más profundamente cortadas (las pinnulas de las pínnulas basales son lobuladas) y sus pinnulas basiscópicas, en lugar de acroscópicas, agrandadas.

Comparación de las frondas de Asplenium bradleyi y sus dos especies parentales
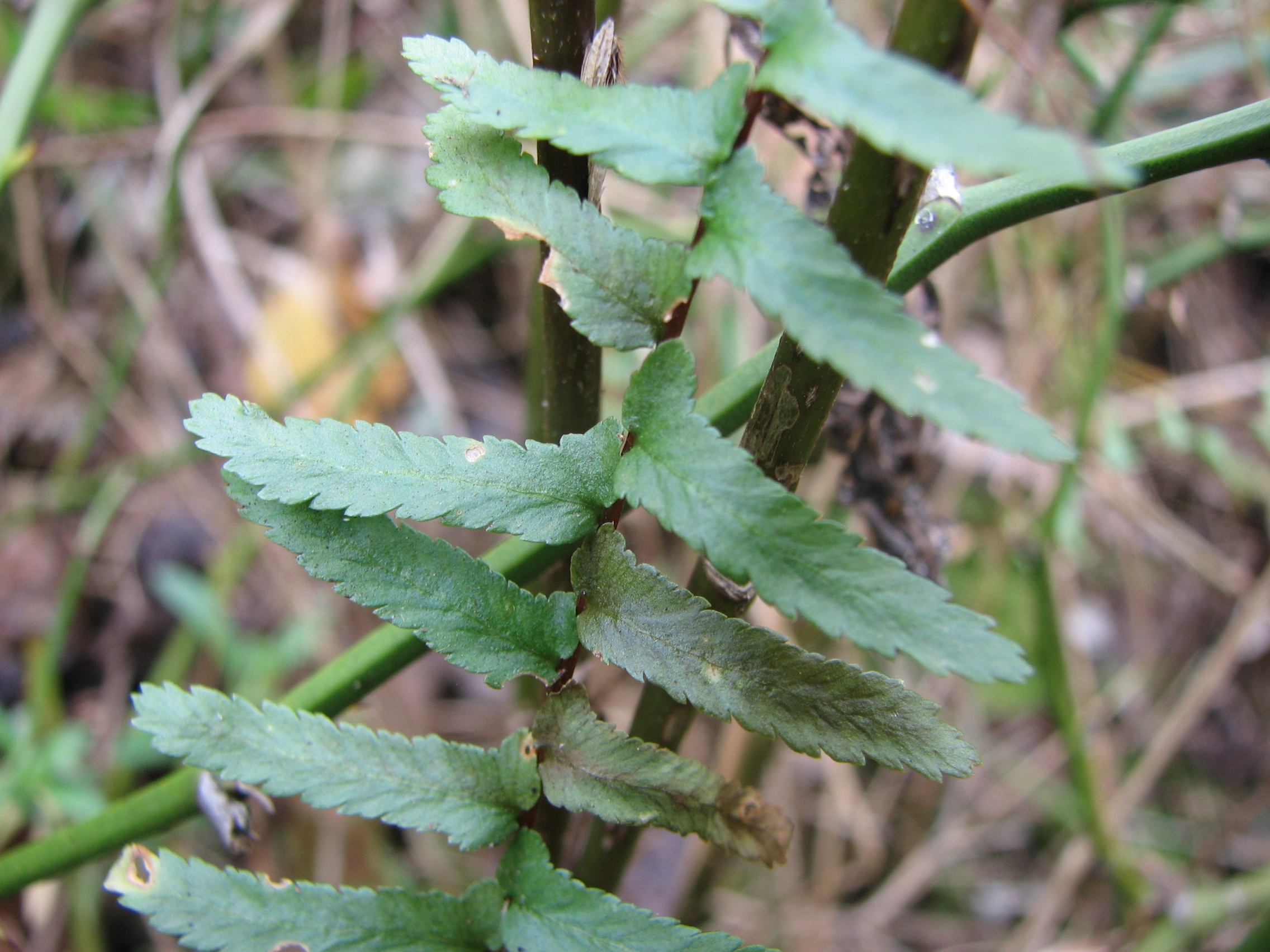
Fronda de Asplenium platyneuron. Nótese las aurículas acroscópicas en la base de las pínnulas.
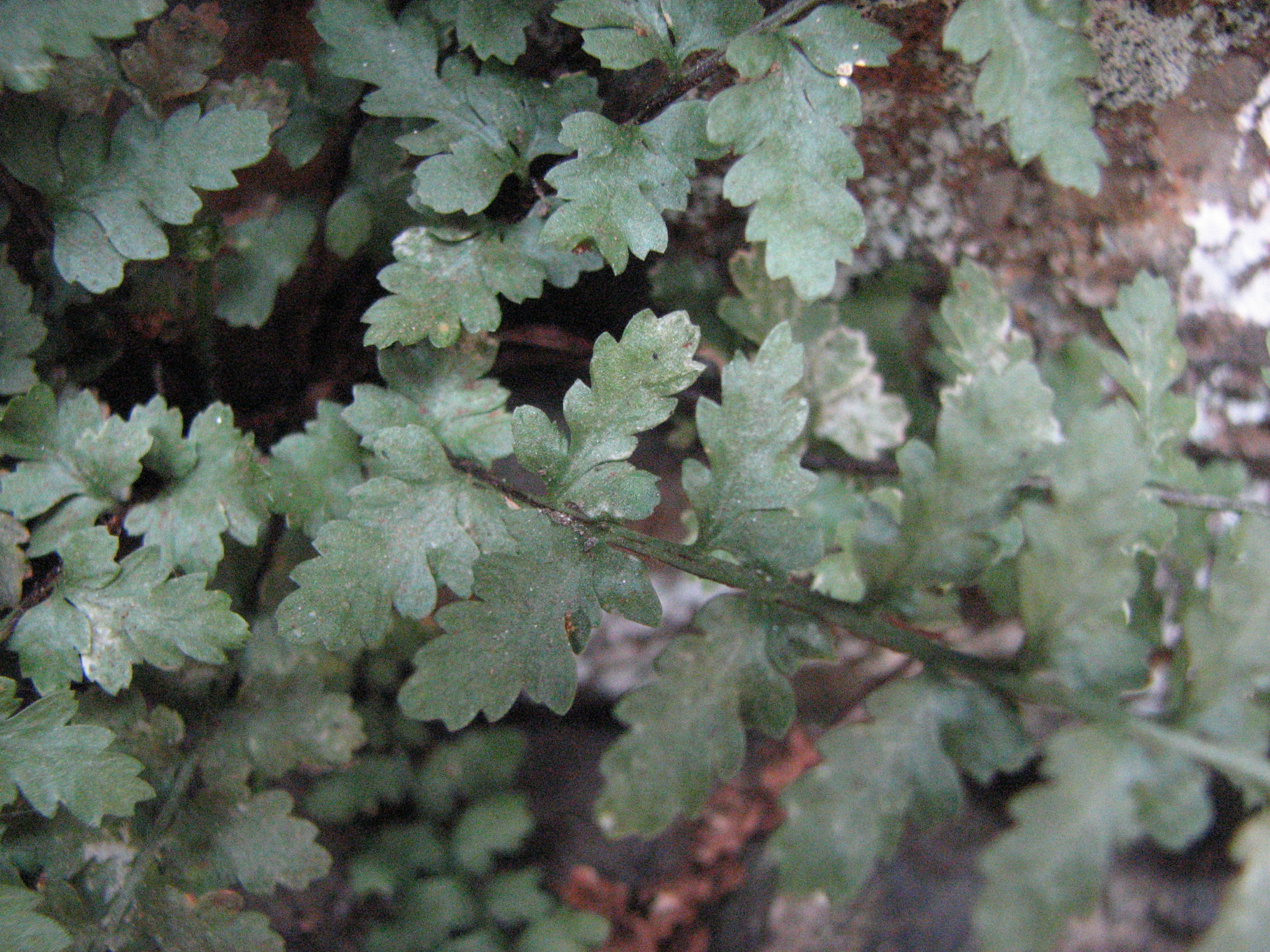
Fronda de Asplenium bradleyi. Nótese los lóbulos acroscópicos profundamente cortados en la base de las pínnulas.
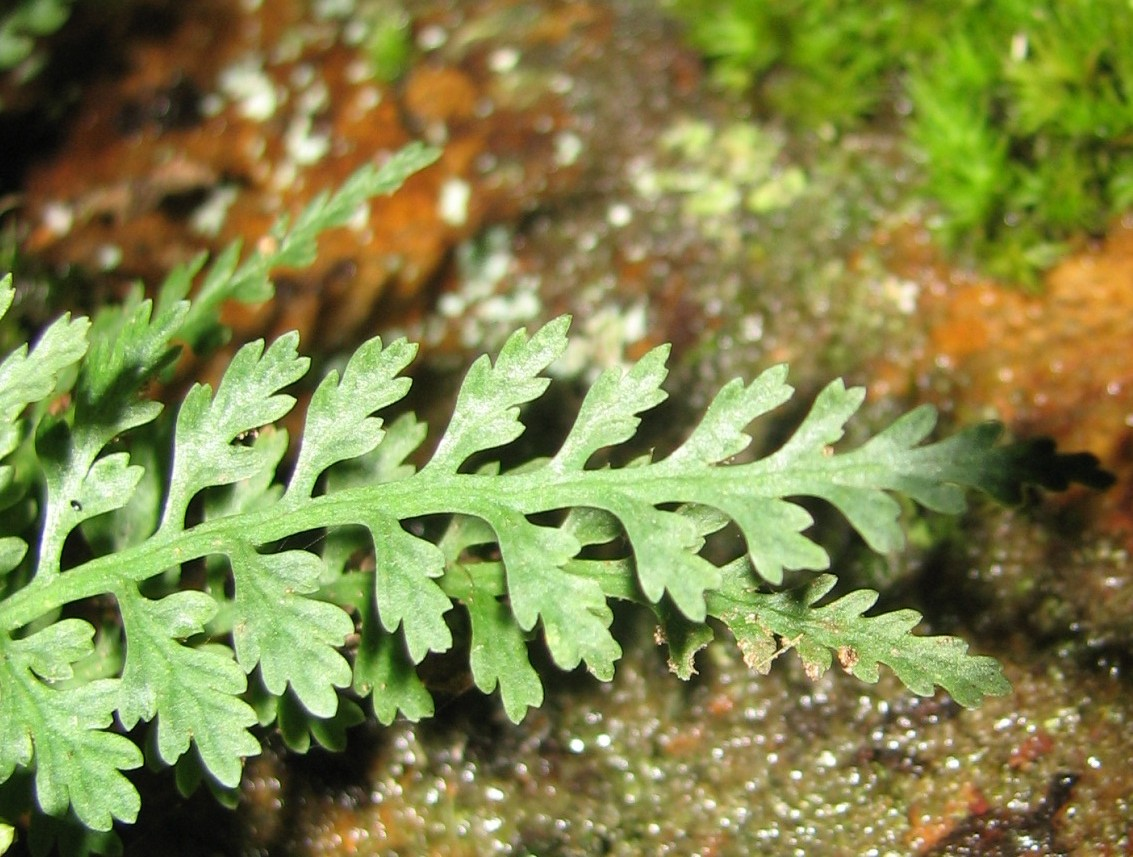
Fronda de Asplenium montanum.

Asplenium bradleyi es similar a dos especies híbridas de las cuales es parental: el bazo de Graves (A. × gravesii), un híbrido con A. pinnatifidum y el helecho de Wherry (A. × wherryi), un retrocruce con A. montanum. En A. × gravesii, el color oscuro del pecíolo termina en la base de la lámina foliar, las pínnulas están más superficialmente lobuladas, el agrandamiento de los lóbulos o pinnulas acroscópicos es menos distintivo, y la porción apical de la lámina forma una punta larga y afilada con lóbulos leves (como en A. pinnatifidum), en lugar de estar dividida en pínnulas. Además de la reducción general en los dientes de A. bradleyi, A. × gravesii también muestra un leve alado a lo largo del pecíolo.
De manera similar, en A. × wherryi, el color oscuro del pecíolo nuevamente termina en la base de la lámina foliar, la forma general de la lámina tiende a ser más claramente lanceolada, y las frondas están algo más profundamente cortadas que en A. bradleyi, progresando de bipinnadas en la mitad inferior a pinnadas-pinnatifidas y finalmente pinnadas en el ápice. Finalmente, el híbrido diploide A. montanum × platyneuron, del cual A. bradleyi surgió por duplicación cromosómica, es esencialmente idéntico en apariencia a A. bradleyi. Con un examen más detallado, se observa que sus esporas son abortivas y que los soros son más pequeños y no se fusionan entre sí a medida que crecen, como ocurre en A. bradleyi fértil.

## Taxonomía
El descubrimiento científico de Asplenium bradleyi ocurrió en 1871, cuando Frank Howe Bradley recolectó varios especímenes cerca de Coal Creek, en Walden Ridge, este de Tennessee. Bradley envió algunos de ellos a Daniel Cady Eaton, quien reconoció que era una especie distinta de A. montanum y la nombró en honor a Bradley en una publicación de 1873.
Tanto Asa Gray como Eaton identificaron a A. bradleyi como un híbrido intermedio entre A. montanum y A. platyneuron. Sin embargo, en 1892, el botánico inglés R. Morton Middleton propuso que era idéntico o estaba estrechamente relacionado con A. viride. Esta conclusión se basó en especímenes que crecían a la sombra en la meseta de Cumberland y que carecían de coloración en el raquis. Su hipótesis fue respaldada por botánicos contemporáneos de Tennessee, como Augustin Gattinger y Kirby Smith. Amos A. Heller refutó esta teoría en 1893, señalando que la mayoría de las colecciones de A. bradleyi tenían un estípite oscuro y que poseían una aurícula (el lóbulos acroscópico de la pinnula), característica ausente en A. viride. Heller sugirió afinidades de A. bradleyi con A. montanum y A. pinnatifidum basándose en sus especímenes del río Susquehanna. Middleton, sin embargo, continuó defendiendo su teoría, especulando que A. bradleyi no era un híbrido, sino un «intermedio» entre A. viride y A. obovatum ssp. lanceolatum.
En 1925, Edgar T. Wherry especuló extensamente sobre los orígenes híbridos de A. bradleyi y otros helechos de los Apalaches, pero el esquema que propuso resultó inviable. A pesar de ello, reconoció la contribución de A. platyneuron a su ascendencia. Herb Wagner, en 1953, sugirió que era el híbrido de A. montanum y A. platyneuron, retomando ideas tentativas ya propuestas por Eaton y W. N. Clute. Los estudios citológicos de Wagner en 1954 demostraron que A. bradleyi era un alotetraploide, producto de la hibridación entre A. montanum y A. platyneuron para formar un diploide estéril, seguido de una duplicación cromosómica que restauró su fertilidad.
Estos hallazgos fueron respaldados posteriormente por análisis cromatográficos de compuestos flavonoides. Los cromatogramas de A. bradleyi mostraron una combinación de todos los compuestos presentes en A. montanum y A. platyneuron. A. × wherryi mostró el mismo patrón, ya que también contiene cromosomas de ambas especies. Un espécimen de A. stotleri produjo cromatogramas idénticos, lo que confirmó que no descendía de A. pinnatifidum, cuyos cromatogramas contienen compuestos heredados de A. rhizophyllum. Esto verificó que A. stotleri era simplemente una forma de A. bradleyi. Los análisis de aloenzimas en la década de 1980 también respaldaron estos orígenes híbridos. Una filogenia del cloroplasto sugirió que A. montanum es el ancestro materno de A. bradleyi.
La especie fue segregada del género Asplenium como Chamaefilix bradleyi por Farwell en 1931. Este cambio no fue ampliamente aceptado, y las autoridades actuales no reconocen este género segregado.

### Progenitor e híbridos
El híbrido diploide estéril de A. montanum y A. platyneuron, que se asemeja a A. bradleyi excepto por sus esporas abortivas y soros más pequeños, no fue recolectado hasta 1972, en Crowders Mountain, Georgia. Aunque el híbrido diploide rara vez se recolecta, los estudios de alozimas muestran que A. bradleyi tiene múltiples orígenes; es decir, diferentes poblaciones de A. bradleyi se originaron a partir de la duplicación cromosómica de diploides formados independientemente. A pesar de sus orígenes independientes, estas poblaciones probablemente son interfértiles y no están aisladas reproductivamente entre sí.
Además de sus especies parentales, A. bradleyi hibrida con varios otros helechos platyneuron. Su híbrido con A. pinnatifidum fue reconocido como tal por William R. Maxon en 1918, quien lo nombró A. gravesii en honor a su descubridor, Edward W. Graves. Esta especie también puede retrocruzarse con sus especies parentales. Wherry recolectó especímenes de A. bradleyi × montanum en un acantilado cerca de Blairstown, Nueva Jersey, en 1935. No se cree que haya sido recolectado nuevamente hasta 1961, cuando fue descrito y nombrado en honor a Wherry. Especímenes que se cree son A. bradleyi × platyneuron se recolectaron en una fecha temprana en McCall's Ferry, a lo largo del río Susquehanna. El sitio de recolección quedó sumergido tras la construcción de la presa Holtwood. Un informe preliminar de A. bradleyi diploide y de A. bradleyi × platyneuron en el condado de Sequatchie, Tennessee, se realizó en 1989.

## Distribución
Uno de los «helechos de la región de los Apalaches», A. bradleyi se puede encontrar a lo largo de las montañas Apalaches desde el norte de Nueva Jersey y Pensilvania, al suroeste hasta Georgia y Alabama, y ocasionalmente a lo largo del valle de Ohio hasta los Ozark y Ouachita, donde se encuentra en Misuri, Arkansas y el este de Oklahoma. Las poblaciones de Maryland y Nueva York se consideran históricas. En general, las poblaciones están dispersas por los Apalaches, pero son más frecuentes en los Ozarks y Ouachitas.

## Ecología y conservación
Asplenium bradleyi se encuentra en rocas ácidas y empinadas a altitudes de 0 a 1000 metros (0 a 3280,8 pies). La arenisca es un sustrato común, pero también se puede encontrar en esquisto, gneis, granito u otras rocas ácidas. Al igual que A. montanum, el suelo formado por el desgaste de estas rocas debe ser subácido (pH 4.5–5.0) a mediácido (pH 3.5–4.0) para soportar A. bradleyi; es ligeramente tolerante al calcio. Suele crecer fuertemente encajado en grietas horizontales o verticales en rocas expuestas o paredes de acantilados. Estos microhábitats son demasiado pequeños para que la mayoría de las demás plantas vasculares sobrevivan, excepto para algunos otros helechos. En el mismo hábitat pueden crecer algunos musgos y líquenes. El suelo allí está compuesto típicamente por una mezcla de arena ácida desgastada de la roca y materiales orgánicos en descomposición, a menudo incluyendo frondas viejas. Las frondas suelen perderse y descomponerse en verano, cuando el suelo está más seco, pero las grietas generalmente permanecen húmedas o mojadas en invierno y primavera. Puede haber algo de sombra, pero no se tolera la sombra densa. A. bradleyi está especializado en crecer en este ambiente bastante hostil y compite mal con otras plantas en ambientes ligeramente más ricos.
La inaccesibilidad de su hábitat ofrece cierta protección para A. bradleyi. La extracción de piedra y la minería a cielo abierto pueden amenazar los acantilados de arenisca, especialmente en la meseta de Cumberland. Los escaladores de rocas y los coleccionistas botánicos también han dañado poblaciones del helecho. El escurrimiento tóxico desde la cima de los acantilados puede afectarlas, y también pueden estar amenazadas por la sombra natural y antropogénica de los acantilados debido al aumento del crecimiento de árboles en la base de los acantilados, las enredaderas invasoras que cubren la cara del acantilado o el apilamiento de restos de árboles después de la tala.
Asplenium bradleyi es conocido solo históricamente en el estado de Nueva York. NatureServe lo considera críticamente imperilado (S1) en Indiana, Illinois, Maryland, Nueva Jersey, Oklahoma, Ohio, Pensilvania, Carolina del Sur y Virginia Occidental; en peligro (S2) en Alabama, Georgia, Carolina del Norte, Tennessee y Virginia; y vulnerable (S3) en Kentucky. El Acadia Cliffs State Nature Preserve en Ohio, adquirido en 1994, contiene la única población protegida de A. bradleyi en el estado.